# Megatyphlops anomalus
Megatyphlops anomalus là một loài rắn trong họ Typhlopidae. Loài này được Bocage mô tả khoa học đầu tiên năm 1873.